# Haruchika Aoki

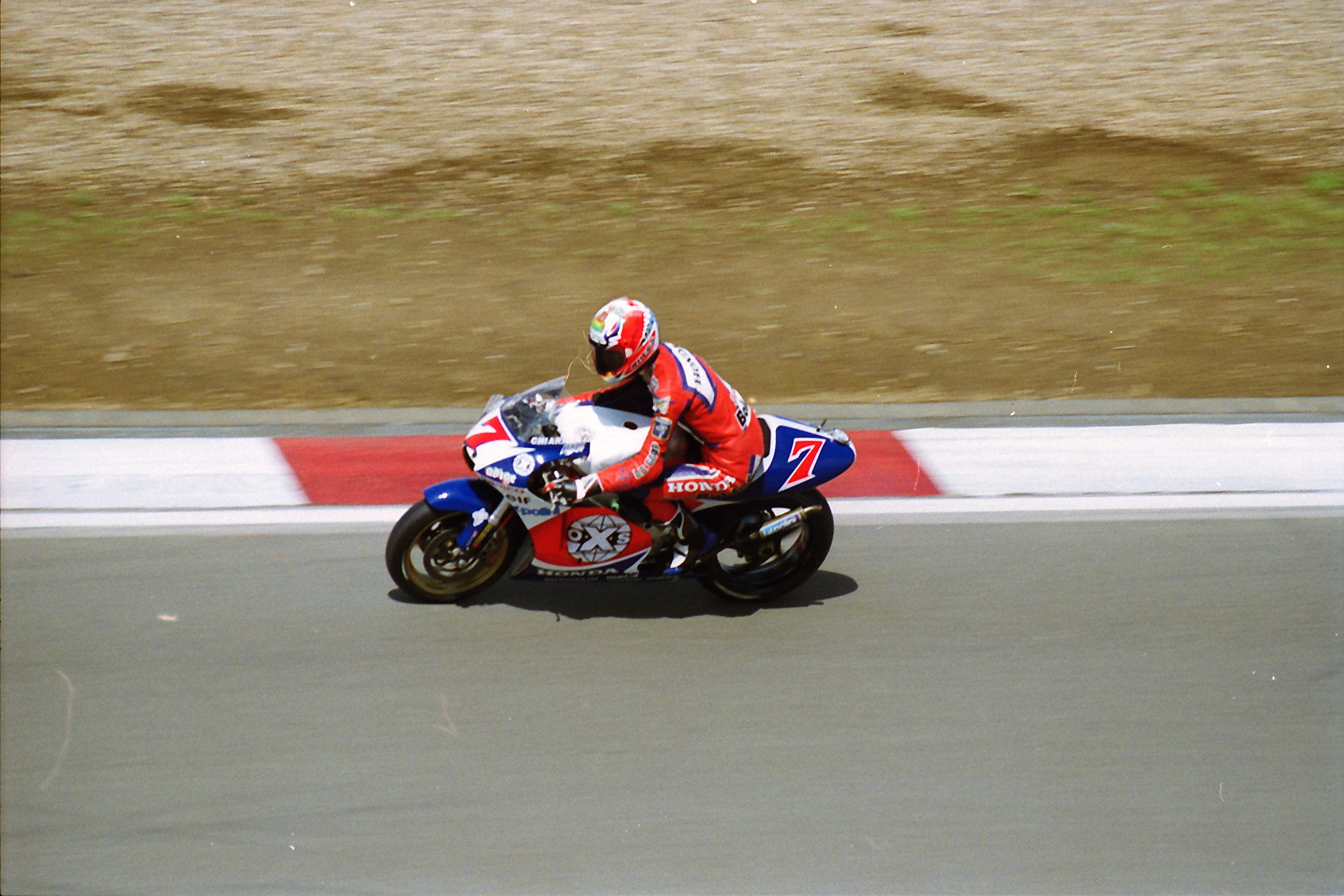
Haruchika Aoki 1997 auf dem Nürburgring

Haruchika Aoki (jap. 青木 治親, Aoki Haruchika; * 28. März 1976 Shibukawa, Präfektur Gunma) ist ein ehemaliger japanischer Motorrad- und Automobilrennfahrer.
Er ist zweifacher Weltmeister in der 125-cm³-Klasse der Motorrad-Weltmeisterschaft und startete von 1993 bis 2002 in der Motorrad-WM.

## Karriere
Aoki entstammt einer Rennfahrerfamilie. Seine älteren Brüder Nobuatsu und Takuma waren ebenfalls Motorradrennfahrer in der WM aktiv.
Aoki begann seine Grand-Prix-Karriere 1993 bei Honda. In den Jahren 1995 und 1996 gewann er mit Honda zwei aufeinanderfolgende 125er-Weltmeisterschaften. 1995 setzte sich Haruchika Aoki in der 125er-Klasse gegen seinen Landsmann Kazuto Sakata klar durch. Ein Jahr später war sein Landsmann Tomomi Manako sein härtester Gegner in der WM; Aoki war konstanter und setzte sich durch.
1997 stieg er in die 250-cm³-Klasse auf. Nach zwei Jahren in der 250er-Klasse wechselte Aoki 1999 in die 500er-Klasse. Im Jahr 2000 nahm er auf einer Ducati an der Superbike-Weltmeisterschaft teil, bevor er 2001 in den Grand-Prix-Sport zurückkehrte. Auf einer V-Twin-Zweitakt-Honda NSR500V beendete er die Saison als bester Privatfahrer. In jenem Jahr wäre ihm beinahe eine Sensation gelungen, als er die zweite Hälfte des neu gestarteten Großen Preises von Italien in Mugello bei sintflutartigem Regen „gewann“, aber das Rennen wurde anhand der Gesamtzeiten des ersten und zweiten Teils entschieden, was bedeutete, dass er nur als Fünfter gewertet wurde. Nach der Saison 2002 zog sich Aoki aus der WM zurück.
Danach nahm er an japanischen Auto-Rennserien teil. 2016 kehrte er zum Straßenrennsport zurück, als er an der MFJ All-Japan Road Race JP250 Championship auf einer Yamaha YZF-R25 teilnahm.

## Daten, Fakten und Erfolge
- Erstes Grand-Prix-Rennen: 1993
- Grand-Prix-Siege: 9
- Podiumsplätze: 20
- Grand-Prix-Starts: Insgesamt: 130 (125 cm³: 54, 250 cm³: 47, 500 cm³/MotoGP: 29)
- 1995: Weltmeister 125 cm³ auf Honda
- 1996: Weltmeister 125 cm³ auf Honda